# Ryavallen
Ryavallen – wielofunkcyjny stadion w mieście Borås w Szwecji. Od 1941 do 2004 był stadionem domowym klubu IF Elfsborg, który obecnie rozgrywa mecze nowym obiekcie Borås Arena. Podczas Mistrzostw Świata w Piłce Nożnej 1958 odbył się na nim mecz pomiędzy ZSRR a Austrią oraz Anglią i Austrią. Obiekt jest obecnie używany do lekkoatletyki.
W 1961 roku podczas meczu pomiędzy IF Elfsborg a IFK Norrköping na stadionie zasiadła rekordowa liczba kibiców – 22654.